# Петро Виговський

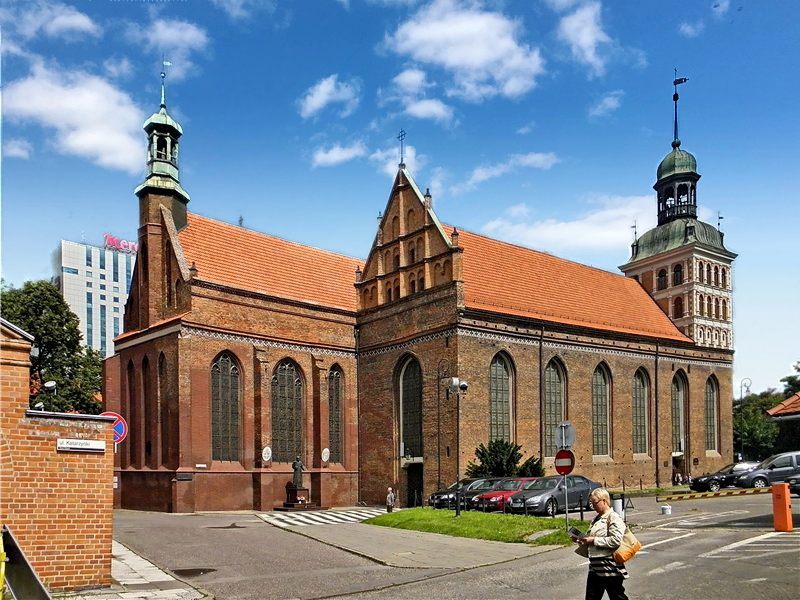
Місце поховання, Ця готична будівля була єдиною не зруйнованою під час Другої світової війни В костелі знаходиться Чудотворна Ікона Матері Божоіі Переможиці 1260р

Петро Костянтинович Виговський (1667—1697) - народився,   в с.Вигів Овруцького повіту. Граф Священної Римської імперії, стольник Київський, політичний діяч Великого князівства Литовського. Належав до давнього українського шляхетського роду Виговських гербу Абданк, був сином козацького турово-пінського полковника та генерального обозного Костянтина Виговського.

## Життєпис
Петро Виговський — представник давнього українського шляхетського роду Виговських гербу Абданк, родове прізвище якого походить від села Вигів (тоді Овруцького повіту Київського воєводства, нині Коростенського району Житомирської області).
Уряди (посади): стольник київський, маршалок двору найсвітлішої королеви Марії-Казимири.

## Смерть та поховання

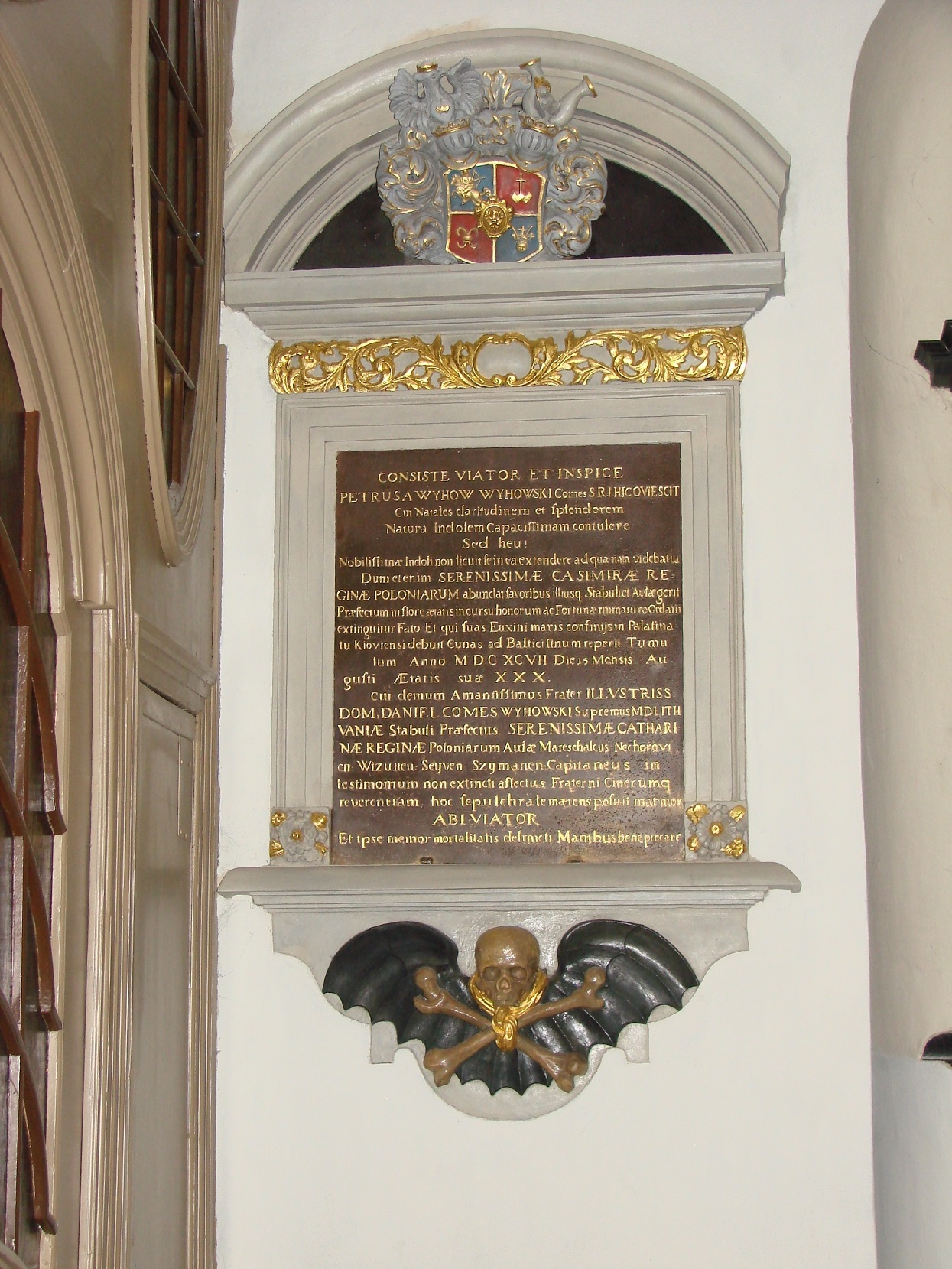
Надгробок поставлений братом Данилом,Костел св.Миколая (епітафія з написом періоду 1705-1713 років)

Помер Петро у часі безкоролів’я у Гданську і Похований в Домініканському соборі. В соборі св.Миколая, знаходиться надгробок, який в честь брата встановив Данило Виговський (мінський каштелян)
Текст напису з латини має такий переклад: «Зупинися, перехожий, і подивись! Тут покоїться Петро з Вигова Виговський, граф Священної Римської імперії, походження якого дало йому славу та гідність, а природа наділила його найвідповіднішим характером. Але що ж?! Найблагороднішій здатності не дали розвинутися так, як вона могла. Бо коли він користується прихильністю Казимири, найпрекраснішої королеви Польщі, і керує її конюшнею та двором, обіймаючи послідовні посади в розквіті сил, він помирає в Ґданську через передчасний ірон долі та той, хто завдячував своїм початком місцевості на Чорній Мочі в Київській губернії знаходить могилу біля моря Балтійського 15 серпня 1697 року у віці 30 років. Його найлюбіший брат, його величність, граф Данило Виговський, останній конюший Великого Князівства Литовського, маршалок двору найсвітлішої королеви польської Катаржини, староста Нєсвезький, Візненський, Севежський і Шиманський, на свідоцтво невмирущої братерської любові і з поваги до праху поставив скорботний цей мармуровий надгробок. Геть, перехожий! І пам'ятаючи, що ти смертний, помолися над прахом покійного»